# Ammeldingen an der Our
Ammeldingen an der Our – miejscowość i gmina w Niemczech, położona w kraju związkowym Nadrenia-Palatynat, w powiecie Eifel Bitburg-Prüm, wchodzi w skład gminy związkowej Südeifel. Do 30 czerwca 2014 wchodziła w skład gminy związkowej Neuerburg. Leży przy granicy niemiecko-luksemburskiej. Liczy 9 mieszkańców (2009) i jest jedną z najmniejszych gmin w Niemczech.

## Historia
Pierwsze wzmianki o Ammeldingen an der Our pochodzą z 726. W 1570 powstała kaplica. W średniowieczu miejscowość należała do hrabstwa Vianden. Podczas II wojny światowej miejscowość leżała na linii Zygfryda, po której pozostał bunkier.

## Demografia
| - 1815 – 48 - 1835 – 52 - 1871 – 46 - 1905 – 46 - 1939 – 48 - 1950 – 42 - 1961 – 45 - 1965 – 51 - 1970 – 21 |  | - 1975 – 14 - 1980 – 21 - 1985 – 21 - 1987 – 21 - 1990 – 17 - 1995 – 12 - 2000 – 10 - 2005 – 9 |

## Polityka
Rada gminy liczy sześciu członków oraz wójta który jest przewodniczącym.

## Zabytki i atrakcje
- kaplica z 1816, odrestaurowana w 1945 i dobudowa z 1980. Ammeldingen jest najmniejszą miejscowością w Niemczech z obiektami sakralnymi.
- dom numer 5 z XVII wieku
- Zollhaus, obecnie hotel
- bunkier na linii Zygfryda

## Galeria

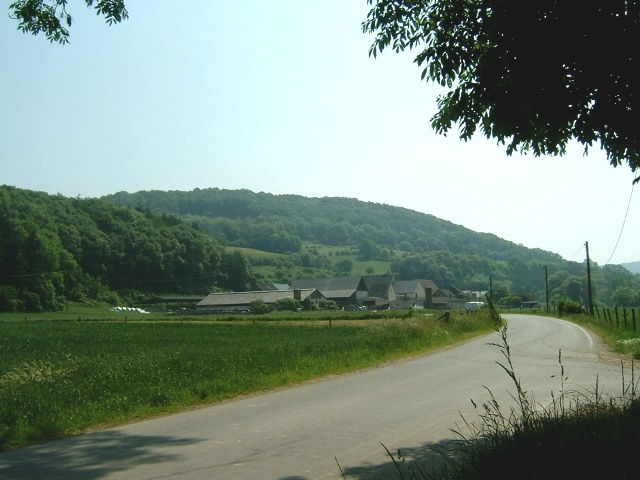
Widok na miejscowość
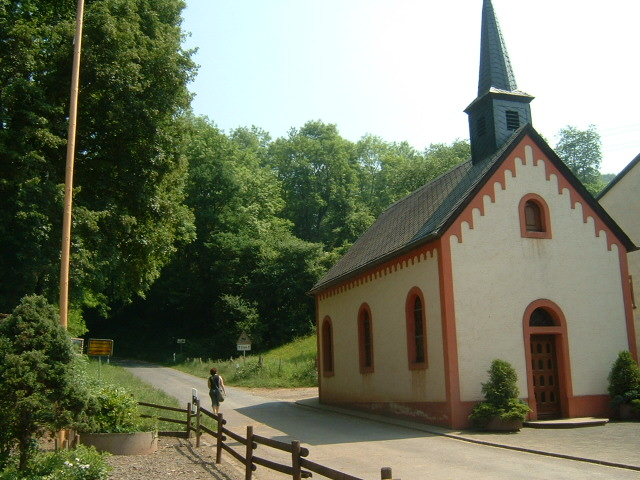
Kaplica
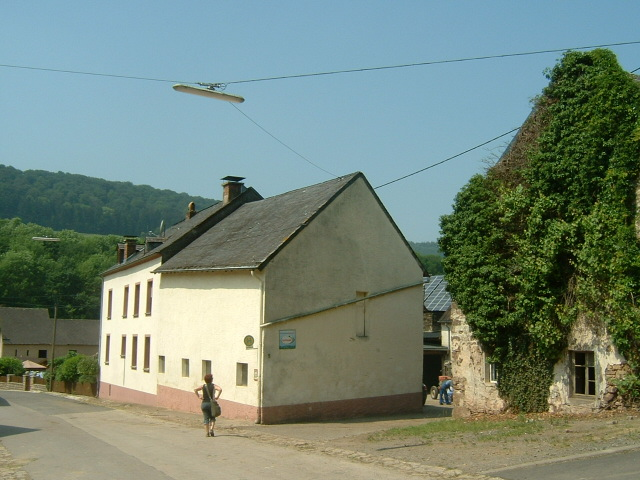
Dom nr 5